# Neoscona pseudoscylla
Neoscona pseudoscylla är en spindelart som först beskrevs av Schenkel 1953.  Neoscona pseudoscylla ingår i släktet Neoscona och familjen hjulspindlar. Inga underarter finns listade i Catalogue of Life.